# Parque del Mirón (Soria)
El parque del Mirón, es un parque público situado en la ciudad de Soria (Castilla y León, España). Es uno de los jardines y paseos históricos de la ciudad de Soria y, como ocurre con el parque del Castillo, un punto estratégico de la ciudad por su situación, panorámicas y vistas al Duero. 

## Historia
Sobre el cerro del Mirón se encuentra la ermita del mismo nombre, una de las 35 parroquias que aparece en el censo de Alfonso X el Sabio de 1270. Más tarde, por la despoblación de aquel pequeño barrio, se suprimió como parroquia y se agregó a la iglesia de San Clemente, descendiendo a la categoría humilde de ermita. En el siglo XVIII se echó abajo casi toda la iglesia menos el ábside, que hoy es sacristía, edificándose una nueva, más suntuosa y dentro del estilo barroco y rococó, acabándose en 1745. Diez años más tarde se construyó sobre una columna la figura de San Saturio. Todo ello se hizo con aportaciones de fieles y de pueblos colindantes según reza en la cúpula.
El origen del parque se encuentra en el paseo del Mirón, uno de los paseos realizados a instancia de la Sociedad Económica de Amigos del País a finales del siglo XVIII con el fin de embellecer la población. El paseo se construyó siguiendo el trazado de la antigua muralla, aprovechando el camino que conducía desde la puerta de Nájera hasta la ermita del Mirón. Para ello se reconstruyó el muro que aún subsiste sobre los cimientos y ruinas de la cerca medieval para evitar el embaste del viento del norte, enlazando con el lienzo y cubos que aún quedaban en pie junto a la ermita y su atrio. El paseo se prolongaba desde la ermita hasta el Mirador de los Cuatro Vientos.
En las descripciones de la ciudad realizadas en el siglo XIX siempre se hace referencia a este paseo como uno de los más frecuentados por la población y lo describen como "sitio muy delicioso" y "bastante poblado de árboles".
A este paseo y durante la primavera, Antonio Machado traía a pasear con frecuencia, en una silla de ruedas, a su esposa Leonor Izquierdo que estaba enferma de tuberculosis con la esperanza de que el aire libre y el sol le sentasen bien. Leonor murió el 1 de agosto de 1912. Su última alegría fue tener en sus manos, publicado al fin, el libro que ella había visto crecer ilusionada día a día: la primera edición de Campos de Castilla.
En la actualidad el parque ocupa todo el cerro del Mirón y enlaza con las márgenes del Duero al este, estando acotado por la muralla al norte y el casco urbano al sur y al oeste. La mayor parte del cerro se encuentra en estado salvaje y está pendiente de definirse completamente sus límites y el enlace urbano con la ciudad. En los últimos años se han trazado nuevas veredas que unen los paseos existentes con las márgenes del Duero a través del Peñón y el Postigo de San Ginés pero quedan pendientes de realizar otros recorridos que permitan su completo disfrute.

## Descripción

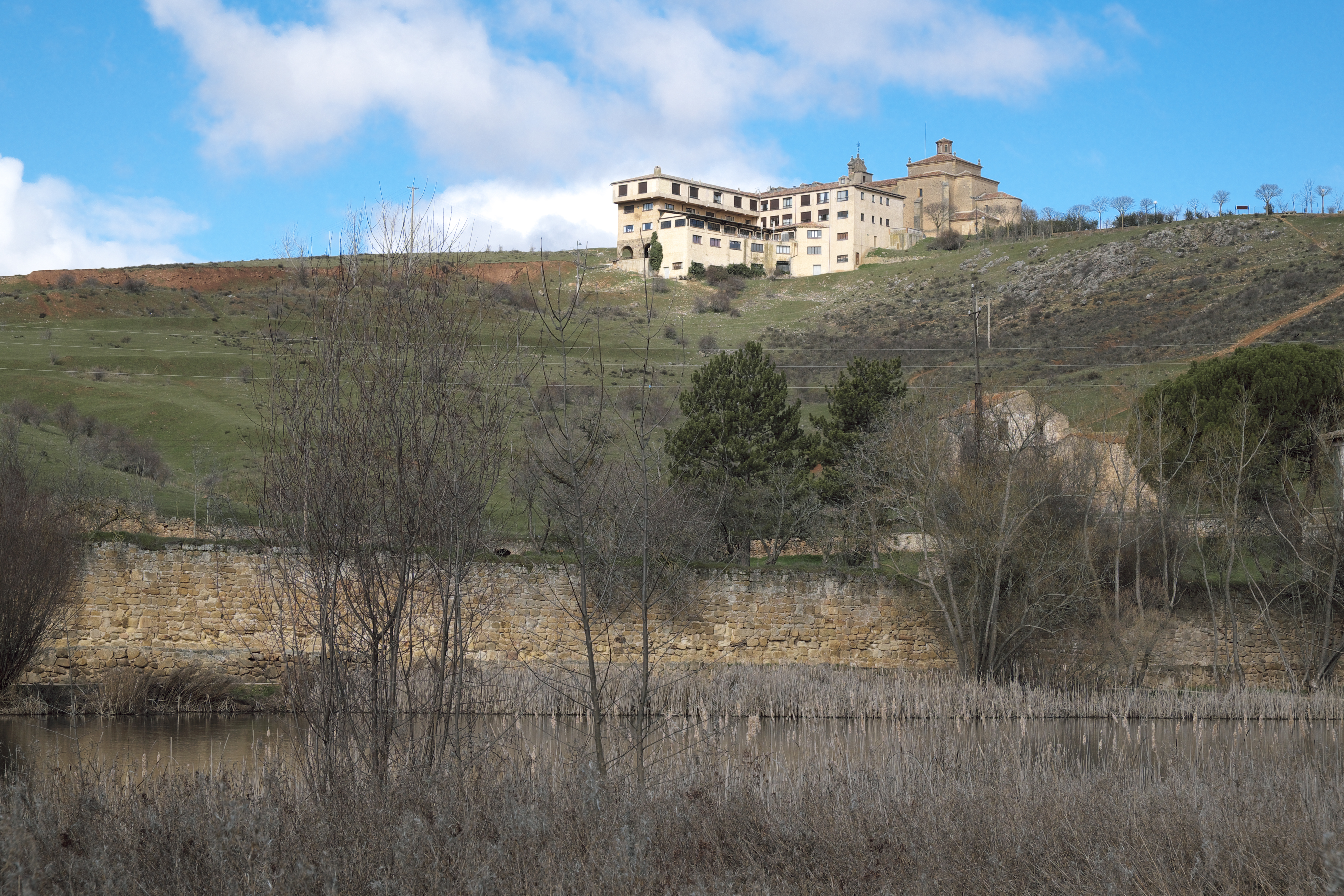
Cerro del Mirón

1 Ermita de Nuestra Señora del Mirón
2 Columna de San Saturio
3 Muralla urbana
4 Postigo de San Ginés
5 Puerta de Nájera
6 Iglesia de San Agustín el Viejo
7 Iglesia de San Ginés
8 Mirador de los Cuatro Vientos
9 Escultura de Machado y Leonor
10 Restaurante Leonor
11 Mirador panorámico

Se puede acceder a través de la carretera de Logroño, lugar que ocupaba la puerta de Nájera e inicio del paseo del Mirón, desde el barrio de San Pedro siguiendo el paseo de la Santa Cruz y de San Juan de los Narros y desde las márgenes del río Duero a través de las nuevas veredas y el camino de San Ginés.
En la parte más alta del cerro se encuentra la ermita de Nuestra Señora del Mirón construida en el siglo XVIII en cuyo atrio se alza la columna churrigueresca con el busto de San Saturio. Junto a la ermita se construyó el restaurante Leonor que al igual que el parador nacional Machado, ofrece sus vistas hacia la ciudad. En el paseo del Mirón, la zona ajardinada y mejor cuidada, encontramos juegos infantiles, mesas y fuentes para uso lúdico. En esta zona destacan los rosales que acompañan el paseo sobre los restos de la muralla.
Un paseo flanqueado por árboles conduce desde la ermita hasta el mirador de los Cuatro Vientos, denominado así por los vientos que azotan el lugar. Aquí se encuentra una escultura de acero corten que recuerda los paseos de Antonio Machado y Leonor Izquierdo por estos lugares. Desde el mirador pueden observarse los lienzos de la muralla junto al Duero y las ruinas de las iglesias de San Ginés y San Agustín el Viejo en las faldas del cerro.